# Leptoxis
Leptoxis é um género de gastrópode  da família Pleuroceridae.

## Espécies
Este género contém as seguintes espécies:
- Leptoxis ampla
- Leptoxis anthonyix
- Leptoxis clipeata
- Leptoxis compacta
- Leptoxis crassa
- Leptoxis foremanii
- Leptoxis formosa
- Leptoxis ligata
- Leptoxis lirata
- Leptoxis melanoidus
- Leptoxis minor
- Leptoxis occultata
- Leptoxis picta
- Leptoxis plicata
- Leptoxis praerosa
- Leptoxis showalterii
- Leptoxis taeniata
- Leptoxis torrefacta
- Leptoxis virgata
- Leptoxis vittata